# Tasnádi Edit
Tasnádi Edit (Budapest, 1942. november 26. –) magyar turkológus, műfordító, egyetemi oktató.

## Élete és pályafutása
1967-ben végzett magyar-török szakon, majd a Magyar Rádióban dolgozott 2005-ig. Újságírói munkája mellett magas rangú állami személyeknek végzett tolmácsolást, és közben műfordítással is foglalkozott. Tanított öt évet az Ankarai Egyetem Hungarológiai Tanszékén, majd az Eötvös Loránd Tudományegyetemen megbízott előadóként. Tagja és alelnöke a Magyar–Török Baráti Társaságnak. Számos török írót fordított magyarra, legismertebbek Orhan Pamuk-fordításai. Magyar költőket, írókat is fordított török nyelvre, többek között Mikes Kelement, Balassi Bálintot és József Attilát.

## Válogatott művei
Műfordításai
- Fakir Baykurt: Tarkatollú. Budapest: Móra. 1981.  ISBN 9631124711
- Yaşar Kemal: Ördögszekerek útján. Budapest: Magvető. 1983.  ISBN 9632718100
- Kúnos Ignác: A török népköltés. Kúnos Ignác török nyelven tartott egyetemi előadásai (1925-26). Budapest: Terebess. 1999.  ISBN 9639147338
- A pasa fia meg a világszépe. Török népmesék. Budapest: L'Harmattan / Európai Folklór Intézet. 2000.  ISBN 963004742x
- Ilber Ortayli: Az oszmán birodalom leghosszabb évszázada. Máriabesnyő-Gödöllő: Attraktor. 2004.  ISBN 963958004X
- Van, akit sólyom karmol meg - Modern török elbeszélések. (hely nélkül): Nagyvilág. 2004.  ISBN 9632068025
- Perihan Mağden: Bajban vagyok veled. Budapest: Helikon. 2005.  ISBN 9632089510
- Orhan Pamuk: A nevem: Piros. Budapest: Ulpius-ház. 2007.  ISBN 9789632540450
- İskender Pala: Halál Babilonban, szerelem Isztambulban. Budapest: Európa. 2007.  ISBN 9789630783996
- Mustafa Gökçeoğlu: A fügemagbeli szép leány. Ciprusi török népmesék. Máriabesnyő-Gödöllő: Attraktor. 2007.  ISBN 9789639580770
- İhsan Oktay Anar: Ködös kontinensek atlasza. Budapest: Magyar Napló. 2007.  (a katalógusokban formailag hibás ISBN-nel szerepel) ISBN 9639603530
- Orhan Pamuk: Fekete könyv. Budapest: Ulpius-ház. 2008.  ISBN 9789632542089
- Mehmet Zaman Saclioglu: Ha visszahozza a szél. Budapest: Napkút. 2008.  ISBN 9789632630236
- İhsan Oktay Anar: Efrasiyab történetei. Budapest: Ráció. 2008.  ISBN 9789639605589
- Orhan Pamuk: Az ártatlanság múzeuma. Budapest: Ulpius-ház. 2010.  ISBN 9789632542249
- Can Özoguz: A hattyús parkban estefelé. Budapest: Napkút. 2010.  ISBN 9789632631509
- A szarvas-szultánkisasszony. Török népmesék. Budapest: Magyar Napló. 2011.  ISBN 9789639961494
- Oya Baydar: Macskakaparás. Budapest: Libri. 2012.  ISBN 9789633101339
- Yalvac Ural: A Madárijesztő szíve. Budapest: Napkút. 2013.  ISBN 9789632633244
- Levent Mete: Rika agyában. (hely nélkül): Typotex. 2014.  ISBN 9789632793894
- Hatice Meryem: Csak egy hüvelyknyi férjem legyen… Budapest: Európa. 2014.  ISBN 9789630796231
- Memet Baydur: Szemek barna vizei. Elbeszélések 1974–1994. Budapest: Napkút. 2014.  ISBN 9789632633855
- Jázminszirmok. Kortárs török drámák. Budapest: Napkút. 2014.  ISBN 9789632633862
- Erdal Öz: Korkut apó történetei. Budapest: Magyar Napló. 2014.  ISBN 9786155465048
- Perihan Mağden: Ali és Ramazan. Budapest: Európa. 2015.  ISBN 9789630797184
- Buket Uzuner: Hosszú Fehér Felhő  - Gallipoli. (hely nélkül): Magyar Napló. 2015.  ISBN 9786155465345
- Orhan Pamuk: Furcsaság a fejemben. Budapest: Helikon. 2016.  ISBN 9789632276908
- Gülsevin Kıral: Ellopják Isztambult! (Ömer Mindentmegold detektívirodája 1.). Budapest: Napkút. 2016.  ISBN 9789632635866
- Birgül Oğuz: Hah! Budapest: Typotex. 2016.  ISBN 9789632798738
- Doğumunun 200. yılında Türkçede Sándor Petőfi (Petőfi Sándor válogatott költeményei törökül – a költő születésének 200. évfordulóján), Kitabevi Kiadó, Isztambul, 2022

## Díjai, kitüntetései
- 1996 Füst Milán-díj[2]
- 1997 Naszredin Hodzsa-nagydíj (Törökország)[6]
- 2009 Balassi Bálint-emlékérem[7]
- 2011 TÜRKSAV-díj turkológusi munkájáért[8]
- 2012 Vámbéry-díj[6]
- 2016 Cédrus Művészeti Alapítvány Napút Hetedhét díja[2][9]
- 2016 Magyar Ezüst Érdemkereszt[10][11]
- 2022 Magyar Arany Érdemkereszt
- 2025 Baumgarten-jutalom